# Drugi raz
Drugi raz – drugi solowy album studyjny Kasi Wilk, wydany 25 listopada 2011 roku przez wydawnictwo muzyczne Universal Music Polska. Album zawiera 14 premierowych kompozycji, a pierwszym singlem promującym płytę został utwór „Być może”. 
Kasia Wilk jest współkompozytorką muzyki i autorką wszystkich tekstów na płycie.

## Lista utworów
Opracowano na podstawie materiału źródłowego.
1. „Intro”
2. „Przeżyć dzień”
3. „Być może”
4. „Nie każda historia”
5. „Zacznij dawać”
6. „Jak nigdy przedtem”
7. „Gubię się”
8. „Escape”
9. „W tajemnicy”
10. „Po prostu”
11. „Nieporozumienie”
12. „Wybrałeś mnie”
13. „Płacz i płać”
14. „Ktoś na ziemi”